# 라이언 긱스
라이언 조지프 긱스(영어: Ryan Joseph Giggs, OBE, 1973년 11월 29일 ~ )는 웨일스의 은퇴한 축구 선수이자 축구 지도자, 경영인으로 2018년부터 2022년까지 웨일스 축구 국가대표팀의 감독을 맡았으며 현재 솔퍼드 시티의 공동 구단주를 맡고 있다.

## 클럽 경력
24년 동안 맨유에서 원클럽맨으로 활약했으며 니키 버트, 폴 스콜스, 게리 네빌 등과 함께 퍼거슨 감독의 지휘 아래에서 맹활약하여 '퍼기의 아이들(Fergie's Fledglings)' 중 한 명으로 꼽힌 주역이었다. 주특기인 드리블을 이용한 돌파와 스피드, 왼발 크로스 능력과 패스가 강점이다. 뛰어난 윙어 중 한 명이었던 그는 중앙 미드필더로도 능력을 보여 주었다.

## 국가대표팀 경력
웨일스 축구 국가대표팀의 일원으로 1991년부터 2007년까지 활약했다. 하지만 현역 시절에 월드컵은 밟아 보지 못했고, 대신 2012년 하계 올림픽을 앞두고 잉글랜드와 웨일스 선수들로 구성된 영국 올림픽 축구 단일팀의 일원으로 나섰다.

## 지도자 경력
2014년부터 맨체스터 유나이티드 FC에서 수석코치로 활동하다가 무리뉴가 맨유 감독으로 부임하자, 29년 만에 팀을 떠났다.
2018년부터 웨일스 축구 국가대표팀 감독을 맡았으나, 폭행 사건의 여파로 카타르 월드컵 예선에 나서지 못하면서 웨일스는 롭 페이지 수석코치가 감독 대행을 맡아 대부분의 경기를 치렀다.
결국 긱스는 웨일스의 카타르 월드컵 진출을 보지 못한 채, 월드컵 예선을 마친 후 감독에서 사퇴하고 롭 페이지 수석코치에게 감독직을 넘겼다.

## 경력 통계

### 클럽
| 클럽                | 시즌                      | 리그 | 리그 | FA 컵 | FA 컵 | 리그 컵 | 리그 컵 | UEFA 경기 | UEFA 경기 | 기타 | 기타 | 합계 | 합계 |
| 클럽                | 시즌                      | 경기 | 득점 | 경기  | 득점  | 경기    | 득점    | 경기      | 득점      | 경기 | 득점 | 경기 | 득점 |
| ------------------- | ------------------------- | ---- | ---- | ----- | ----- | ------- | ------- | --------- | --------- | ---- | ---- | ---- | ---- |
| 맨체스터 유나이티드 | 풋볼 리그 1990-91         | 2    | 1    | 0     | 0     | 0       | 0       | 0         | 0         | 0    | 0    | 2    | 1    |
| 맨체스터 유나이티드 | 풋볼 리그 1991-92         | 38   | 4    | 3     | 0     | 8       | 3       | 1         | 0         | 1    | 0    | 51   | 7    |
| 맨체스터 유나이티드 | FA 프리미어리그 1992–93   | 41   | 9    | 2     | 2     | 2       | 0       | 1         | 0         | 0    | 0    | 46   | 11   |
| 맨체스터 유나이티드 | FA 프리미어리그 1993–94   | 38   | 13   | 7     | 1     | 8       | 3       | 4         | 0         | 1    | 0    | 58   | 17   |
| 맨체스터 유나이티드 | FA 프리미어리그 1994–95   | 29   | 1    | 7     | 1     | 0       | 0       | 3         | 2         | 1    | 0    | 40   | 4    |
| 맨체스터 유나이티드 | FA 프리미어리그 1995–96   | 33   | 11   | 7     | 1     | 2       | 0       | 2         | 0         | 0    | 0    | 44   | 12   |
| 맨체스터 유나이티드 | FA 프리미어리그 1996–97   | 26   | 3    | 3     | 0     | 0       | 0       | 7         | 2         | 1    | 0    | 37   | 5    |
| 맨체스터 유나이티드 | FA 프리미어리그 1997–98   | 29   | 8    | 2     | 0     | 0       | 0       | 5         | 1         | 1    | 0    | 37   | 9    |
| 맨체스터 유나이티드 | FA 프리미어리그 1998–99   | 24   | 3    | 6     | 2     | 1       | 0       | 9         | 5         | 1    | 0    | 41   | 10   |
| 맨체스터 유나이티드 | FA 프리미어리그 1999–2000 | 30   | 6    | –     | –     | 0       | 0       | 11        | 1         | 3    | 0    | 44   | 7    |
| 맨체스터 유나이티드 | FA 프리미어리그 2000–01   | 31   | 5    | 2     | 0     | 0       | 0       | 11        | 2         | 1    | 0    | 45   | 7    |
| 맨체스터 유나이티드 | FA 프리미어리그 2001–02   | 25   | 7    | 1     | 0     | 0       | 0       | 13        | 2         | 1    | 0    | 40   | 9    |
| 맨체스터 유나이티드 | FA 프리미어리그 2002–03   | 36   | 8    | 3     | 2     | 5       | 0       | 15        | 4         | 0    | 0    | 59   | 14   |
| 맨체스터 유나이티드 | FA 프리미어리그 2003–04   | 33   | 7    | 5     | 0     | 0       | 0       | 8         | 1         | 1    | 0    | 47   | 8    |
| 맨체스터 유나이티드 | FA 프리미어리그 2004–05   | 32   | 5    | 4     | 0     | 1       | 1       | 6         | 2         | 1    | 0    | 44   | 8    |
| 맨체스터 유나이티드 | FA 프리미어리그 2005–06   | 27   | 3    | 2     | 1     | 3       | 0       | 5         | 1         | 0    | 0    | 37   | 5    |
| 맨체스터 유나이티드 | FA 프리미어리그 2006–07   | 30   | 4    | 6     | 0     | 0       | 0       | 8         | 2         | 0    | 0    | 44   | 6    |
| 맨체스터 유나이티드 | 프리미어리그 2007–08      | 31   | 3    | 2     | 0     | 0       | 0       | 9         | 0         | 1    | 1    | 43   | 4    |
| 맨체스터 유나이티드 | 프리미어리그 2008–09      | 28   | 2    | 2     | 0     | 4       | 1       | 11        | 1         | 2    | 0    | 47   | 4    |
| 맨체스터 유나이티드 | 프리미어리그 2009–10      | 25   | 5    | 1     | 0     | 2       | 1       | 3         | 1         | 1    | 0    | 32   | 7    |
| 맨체스터 유나이티드 | 프리미어리그 2010-11      | 25   | 2    | 3     | 1     | 1       | 0       | 8         | 1         | 1    | 0    | 38   | 4    |
| 맨체스터 유나이티드 | 프리미어리그 2011-12      | 25   | 2    | 2     | 0     | 1       | 1       | 3         | 1         | 0    | 0    | 24   | 4    |
| 맨체스터 유나이티드 | 프리미어리그 2012-13      | 22   | 2    | 4     | 1     | 1       | 2       | 5         | 0         | 0    | 0    | 32   | 5    |
| 맨체스터 유나이티드 | 프리미어리그 2013-14      | 12   | 0    | 0     | 0     | 2       | 0       | 7         | 0         | 1    | 0    | 21   | 0    |
| 합계                | 합계                      | 672  | 114  | 74    | 12    | 41      | 12      | 157       | 29        | 19   | 1    | 963  | 168  |

2014년 4월 2일을 기준으로 작성되었다.'

### 국가대표팀
| 웨일스 축구 국가대표팀 | 웨일스 축구 국가대표팀 | 웨일스 축구 국가대표팀 |
| 연도                   | 출장                   | 득점                   |
| ---------------------- | ---------------------- | ---------------------- |
| 1991                   | 2                      | 0                      |
| 1992                   | 3                      | 0                      |
| 1993                   | 6                      | 2                      |
| 1994                   | 1                      | 1                      |
| 1995                   | 3                      | 0                      |
| 1996                   | 3                      | 1                      |
| 1997                   | 3                      | 1                      |
| 1998                   | 1                      | 0                      |
| 1999                   | 3                      | 1                      |
| 2000                   | 4                      | 1                      |
| 2001                   | 4                      | 0                      |
| 2002                   | 5                      | 0                      |
| 2003                   | 7                      | 0                      |
| 2004                   | 3                      | 0                      |
| 2005                   | 6                      | 3                      |
| 2006                   | 5                      | 0                      |
| 2007                   | 4                      | 1                      |

| 영국 축구 국가대표팀 | 영국 축구 국가대표팀 | 영국 축구 국가대표팀 |
| -------------------- | -------------------- | -------------------- |
| 2012                 | 4                    | 1                    |
| 합계                 | 68                   | 13                   |

## 수상 내역

### 맨체스터 유나이티드
- 프리미어리그 우승 (13) : 1992-93, 1993-94, 1995-96, 1996-97, 1998-99, 1999-00, 2000-01, 2002-03, 2006-07, 2007-08, 2008-09, 2010-11, 2012-13
- FA 컵 우승 (4) : 1994, 1996, 1999, 2004
- 풋볼 리그 컵 우승 (4) : 1992, 2006, 2009, 2010
- FA 커뮤니티 실드 우승 : 1993, 1994, 1996, 1997, 2003, 2007, 2008, 2010, 2011, 2013
- UEFA 챔피언스리그 우승 : 1999, 2008
- 인터콘티넨털컵 우승 : 1999
- FIFA 클럽 월드컵 우승 : 2008

### 개인
- PFA 올해의 선수상 (1) : 2008-09
- PFA 올해의 영 플레이어 (2) : 1991-92, 1992-93
- PFA 올해의 팀 (6): 1992-93, 1997-98, 2000-01, 2001-02, 2006-07, 2008-09
- PFA 10주년 기념 베스트팀: 1997-2007
- PFA 메리트 상 (1): 2016
- FWA 공로상 (1): 2007
- BBC 올해의 스포츠인상 : 2009
- BBC 올해의 골: 1998-99
- 프리미어리그 이달의 선수상 (2): 2006년 8월, 2007년 2월
- 프리미어리그 10주년 베스트팀: 1992-93~2001-02
- 프리미어리그 20주년 베스트팀: 1992-93~2011-12
- 브라보상 : 1993
- 맷 버스비경 올해의 선수상 : 1997–98
- 인터콘티넨털컵 최우수 선수 : 1999
- 웨일스 올해의 선수 : 1996, 2006 ,2009
- 챔피언스리그 어시스트 1위: 2009-10
- 발롱도르: 8위 (1997년)
- IFFHS legend 선정

### 서훈
- 2007년 대영 제국 훈장 4등급(OBE) 수훈[1]

## 사생활
라이언 긱스에게는 가정사 관련 논란이 있다.
라이언 긱스는 부인 스테이시가 첫딸을 출산했던 지난 2003년 한 호텔의 나이트클럽에서 당시 스무살이었던 나타샤를 처음 만나 8년 동안 깊은 관계를 가졌다. 나타샤는 당시 미혼이었지만 공교롭게도 긱스의 동생 로드리 긱스와 사귀고 결혼까지 하면서 두 사람의 사이가 제수와 아주버님 사이의 비윤리적인 근친상간관계로 발전하였다. 나타샤는 2005년 로드리의 청혼을 받아들였지만 2006년 6월 자선 골프 대회에서는 긱스와 잠자리를 갖는 등 2011년 4월까지 부적절한 근친상관관계가 계속됐다.
이들의 근친상간 사실은 긱스와 모델 이머전 토머스와의 스캔들이 터진 후 나타샤가 상처를 받았다고 그의 친구가 한 방송에 나와 폭로한 것. 나타샤는 "이상하게 들리겠지만, 긱스는 그의 부인을 속이고 바람을 피웠을 뿐 아니라 나를 속이고 바람을 피운 것이기도 하다.
우리 관계는 그저 성적인 것에 그쳤나 보다”고 '친구'를 통해 전했다. 이로 인해 그 동안 쌓아왔던 모범적인 이미지는 한순간에 무너지게 되었다.
이후 2011년 긱스는 부인과 이혼하게 될 것으로 보였으나 이혼은 간신히 피하게 되었고 부인과의 재결합에도 성공했다. 그러나 형제 관계였던 라이언과 로드리의 사이는 다시는 돌아올 수 없는 강을 건넌 상태이며 최근 로드리는 인터뷰를 통해 형을 강력하게 비난하였다.
설상가상으로 여기서 끝나지 않았고 2011년에는 동생 로드리긱스의 장모이자 나타샤의 어머니 로레인 레버(49)와 지속적인 근친상간 관계를 지속하였다는게 동생장모불륜설 기사가 터지고 긱스의 이미지는 나락으로 떨어졌다.
아이러니하게 긱스는 복수의 파트너와 관계를 갖는 것에 경각심을 표하고 에이즈 검사를 권유하는 ‘브라더스 포 라이프(Brothers for Life)’ 공익광고의 모델이었으며 엔딩 부분에 ‘똑바로 살아라(Do the right thing)’라는 카피와 함께 등장했다.
2016년 5월 1일(한국시각) 영국 대중일간지 데일리메일은 '긱스가 웨이트리스와의 염문이 불거진 후 오랜 시간 인내해온 아내 스테이시와 결국 갈라섰다'고 보도했고, 결국 조강지처 스테이시와 이혼하였다.